# Казанцев, Дмитрий Иванович
Дмитрий Иванович Казанцев (21.02.1875, Северо-Конёво, Аятская волость, Екатеринбургский уезд, Пермская губерния — 25.07.1942, Свердловск) — уральский селекционер, детский писатель, основатель первого на Урале селекционного сада и будущего Музея истории плодового садоводства Среднего Урала.

## Биография
Родился 21 февраля 1875 года первенцем в крестьянской многодетной семье в селе Северо-Конёво Аятской волости Екатеринбургского уезда Пермской губернии (ныне Невьянский район Свердловской области). В семье было 24 ребёнка. Окончил два класса с отличием Коневское начальное народное училище в 1884 году. В 1884—1887 годах преподавал в этом же училище. Дома он много работал в огороде, помогал матери по дому. В 1888—1891 годах, после достижения 13 лет, работал на Варфоломеевском прииске (Монетная дача) в должности помощника конторщика. В 1891 году уехал на Нижнетагильский завод, поступил в Выйское земское училище, что посоветовали ему «знающие люди».
В 1900 году женился первый раз, в этом же году у них появился сын Валерий. Дочь сестры его жены — художница Ираида Нечкина-Финкельштейн. Но вскоре он развёлся.
В 1903 году служил на Петрокаменском заводе. И в этом же 1903 году познакомился с опытами по выращиванию яблонь на Урале учителем А. А. Зиминым из Краснополья на пришкольном участке. Опыты по выращиванию яблонь на Урале сильно заинтересовали. В 1904 году Казанцев, переехав в Нижний Тагил, познакомился с садом Константина Осиповича Руды из Нижнего Тагила. В Нижнем Тагиле Дмитрий Иванович не смог найти работу и перебрался в Екатеринбург, где устроился с января 1912 года конторщиком с маленьким окладом, а затем бухгалтером в Екатеринбургском городском общественном банке вплоть до выхода на пенсию в 1934 году. В 1910 году женился второй раз на молодой учительнице Билимбаевского народного училища, выпускнице 1898 года первой Екатеринбургской женской гимназии, Анне Николаевне Лейман из Тобольска. В том же 1910 году работал бухгалтером на Пышминско-Ключевском медеплавильном заводе.
7 октября 1913 года Дмитрий Иванович купил усадьбу за 3500 рублей, получая в банке 35 рублей в месяц. Деньгами помог нижнетагильский садовод-любитель Кузьма Руды. Осенью же 1913 года он прислал несколько яблонь сеянцев разных сортов и кусты смородины, крыжовника и барбариса. Кроме этого сослуживец Казанцева, старый екатеринбуржец Ермолаев, получив из-под Москвы, предоставил 3 привитых культурных саженцев яблони европейских сортов: Апорт, Боровинку и Грушовку. Эти три яблони были посажены весной 1914 года. В 1915 году была приобретена у местной любительницы куст вишни — шпанка. Весной 1916 года из Нижнего Новгорода (имение «Невинки») были закуплены 15 яблонь, две груши и две вишни, а из деревни Кизерь Вятской губернии от А. Ф. Перевощикова пришли 5 яблонь и Кизерская вишня. Из Красноярска от садоводства «Сибирская флора» в 1916 году были получены 3 яблони и 1 уссурийская слива. В 1916 году К. О. Руды прислал из Нижнего Тагила ещё 12 сеянцев яблони и 6 кустов вишни неизвестных сортов. В зиму 1921—1922 годов соседи сожгли вместо дров две доски из забора, и в образовавшуюся дыру пробрались в сад козы. В саду уцелели только «Анисовка», «Апорт», «Ренет Крюднера», гибрид хутора Благодатного и несколько тагильских сеянцев. Осенью 1923 года садовод Перевощиков А. Ф. присылал 5 штук «Кизерской красавицы», «Титовку» и «Дундик» по одной. После переписки Ленинградский ботанический сад выслал 10 яблоней и осенью 1924 года были высланы ещё 10 яблоней. Питомник УПИ закупил у него летом 1926 года воз саженцев: крыжовник, смородину, малину и т. д. В 1926 году после переписки Иван Владимирович Мичурин и Козловский питомник прислал саженцы яблони, груши и сливы. Весной 1927 года опыт перекрёстного опыления прошёл неудачно. Весной 1928 года опыт был повторён с участием К. О. Руды, был получен гибридный сорт «Кордик». Из-за суровой зимы 1929—1930 года погибли мичуринские сорта «Плодородная» и «Юбилейная» вишни и яблони: «Апорт», «Белый налив», «Бельфлёр-китайка», «Грушовка», «Пепин шафранный», гибрид «Дундик», «Коричное ананасное» и две «Красавицы»; из груш погибли «Бере Победа» и «Бере толстобежка».
В 1928 году в городе Свердловск была организована секция «Уральского общества любителей естествознания» (УОЛЕ) по огородничеству и садоводству, где Казанцев Д. И. числится членом ревизионной комиссии. В 1934 году сад стал первым центром селекции плодовых растений на Урале. 16 ноября 1934 года Казанцев назначен на должность садовода-гибридизатора Баженовского опорного пункта Челябинской опытной станции. Казанцев Д. И. предоставил свой сад Свердловской плодово-ягодной станции, созданной в 1935 году, в штате которой он состоял. В январе 1935 года по инициативе Казанцева при Обществе изучения Свердловской области (ОИСО) в Свердловском областном краеведческом музее была организована секция мичуринцев, заместителем председателя выбран Казанцев Д. И. с членским билетом № 1. В 1937 году был расстрелян Кузьма Руды как вредитель и враг народа.
В 1939 году вышел на пенсию по инвалидности, а 25 июля 1942 года Дмитрий Иванович скончался и был похоронен на Ивановском кладбище.
Семья
Жена Анна Николаевна Казанцева, дочь Галина Дмитриевна (5.05.1914—2005) и сын Пётр.

## Вклад в науку
Вывел несколько новых, пригодных для промышленного производства сортов: «Любимец», «Кизерская красавица», «Райка», «Нарядная», «Кордик» (удостоившийся награды, но «в тираж» не был взят), а вот гибриды: «Первенец Красавки», «Кизерец»," Кизерка", «Радуга», «Кизер летний», «Красавица Титовка», «Комета», «Татрай», «Кизерит», «Приветный», «Настенька», «Серебряное копытце», «Дочь Радуги», — знакомы садоводам Свердловской области, Саратовской области и Краснодарского края. Ежегодно участвовал в городских выставках плодоводов с 1936 года, являлся действительным членом УОЛЕ в 1928—1929 годах, членом Союза писателей Урала.

## Награды
Казанцев Д. И. за свои за слуги был награждён:
- 1936 — диплом Первой Свердловской областной выставки садоводства «за выдающиеся достижения и опытную работу по плодово-ягодным культурам и популяризацию садоводства в Свердловской области» (Свердловск, 24-27 сентября 1936 года);
- 1939 — малая серебряная медаль ВДНХ «за достижения в области садоводства». Был представлен гибридный сорт яблони «КОРДИК» (названный в честь двух его создателей, Кузьмы Осиповича Рудого (КОР) и Дмитрия Ивановича Казанцева (ДИК));
- 1940 — диплом первой степени Выставки растениеводства и ботаники «за выдающиеся достижения и опытную работу по плодоводству» (Свердловск, октябрь 1940 года).

## Галерея

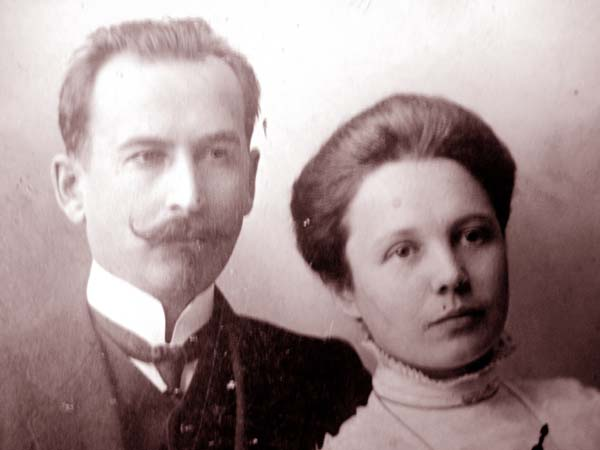
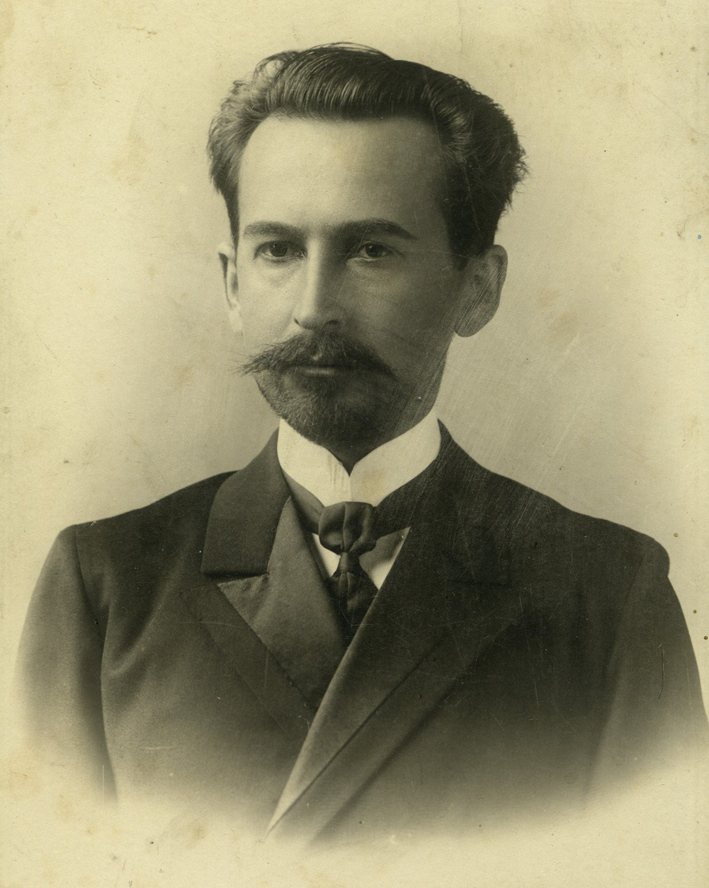
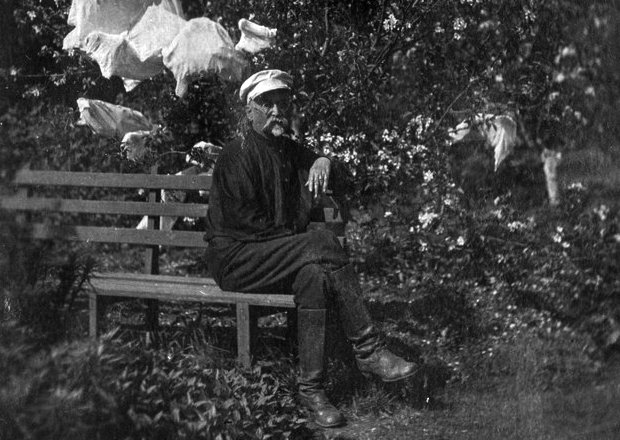
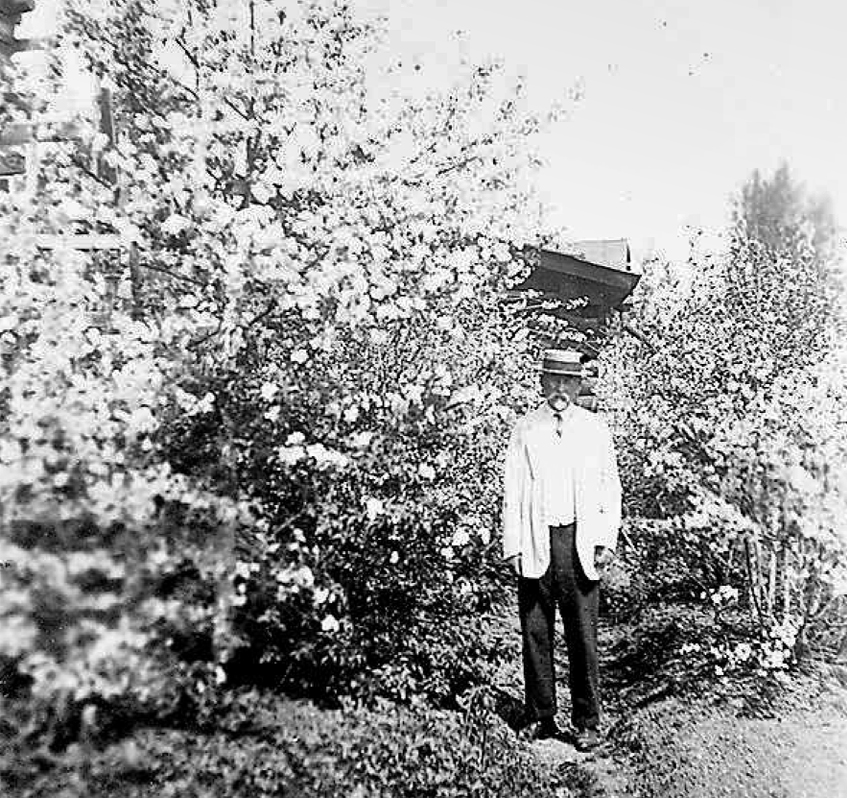
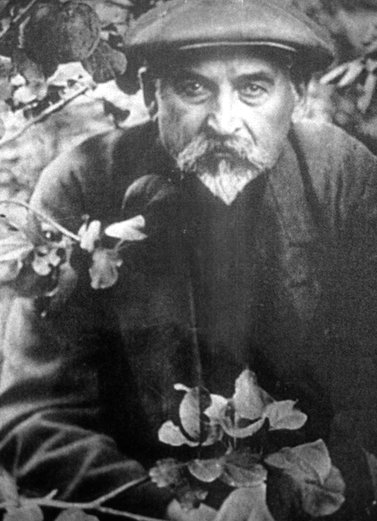
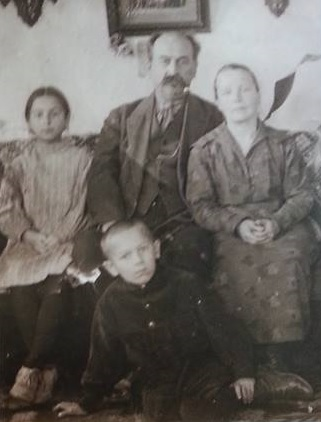